# NGC 6392
NGC 6392 (również PGC 60753) – galaktyka spiralna (Sab), znajdująca się w gwiazdozbiorze Ptaka Rajskiego. Odkrył ją John Herschel 17 czerwca 1835 roku.